# Nesodynerus paganensis
Nesodynerus paganensis är en stekelart som beskrevs av Yas. 1945. Nesodynerus paganensis ingår i släktet Nesodynerus och familjen Eumenidae. Inga underarter finns listade i Catalogue of Life.